# Британские колонии в Северной Америке
Британские колонии в Северной Америке — колонии и территории Великобритании в Северной Америке после Войны за независимость и признания Штатов независимыми в 1783 году.
Перед революцией в 1775 году, Британская Империя включала 20 территорий севернее Мексики: Ньюфаундленд, Земля Руперта, Новая Шотландия, Остров Принца Эдуарда, Тринадцать колоний, которые стали Соединёнными Штатами, формальные земли Испании — Восточная и Западная Флорида, а также Провинция Квебек, формально принадлежащая Новой Франции. Впоследствии Квебек был отдан Францией, а Флорида Испанией в ходе договора, который завершил Семилетнюю войну. Квебек стал Нижней Канадой в 1791 году. Флорида, возвращённая Испании в 1783 году, была отдана Штатам в 1819 году.
После Англо-американской войны был подписан договор, создавший 49-ю параллель, установивший границу между Землёй Руперта к западу Скалистых гор. В это время колония Красной Реки была отдана США.
Северная и Южная Канады были объединены в 1841 году. 1 июля 1867 года, указом Парламента, из провинции Канады, Нью-Брауинска и Новой Шотландии была сформирована Канада, впоследствии поделённая на несколько провинций: Восточная Канада стала Квебеком, Западная — Онтарио. В 1870 году к Канаде была присоединена Манитоба. В 1871 году в состав страны была включена Британская Колумбия, а в 1873 году — остров Принца Эдварда. В 1949 году к Канаде присоединился Ньюфаундленд.
Несмотря на разделение королевства актом 1931 года, остатки Британских колоний зависели от Великобритании.
Термин «Британские колонии Северной Америки» был впервые произнесён в 1783 году, но до 1839 года использовался редко. Формально, до 1783 года Британские колонии в Северной Америке назывались Британской Вест-Индией.